# 강남도 (고려)
강남도(江南道)는 고려 시대에 존재했던 한국의 옛 행정 구역 가운데 하나이다. 지금의 전라북도와 충청남도의 일부 지역에 있었다.